# امیلی در نیومون
امیلی در نیومون (به انگلیسی: Emily of New Moon) یک درام تلویزیونی کانادایی است که در سال ۱۹۹۸ بر پایهٔ مجموعه‌رمانی با همین نام ساخته و از شبکهٔ سی‌بی‌سی پخش شد. این سریال نیز مانند رؤیای سبز و قصه‌های جزیره بر پایهٔ داستانی از لوسی ماد مونتگمری و تهیه‌کنندگی کوین سالیوان ساخته شده‌است.

## بازیگران
- بازیگران اصلی و مکمل :
- مارتا مک‌آیزاک در نقش امیلی اِستار
- سوزان کلارک در نقش‌ الیزابت موری
- شیلا مک‌کارتی در نقش لورا موری
- استیون مک‌هتی در نقش جیمی موری
- لیندا ثورسن در نقش ایزابل موری
- جان نویل در نقش مالکوم موری
- جسیکا پلرین در نقش ایلزه برنلی
- کریس لمکی در نقش پِری میلر
- پیتر دونالدسون در نقش ایان بالز
- ریچارد دونات در نقش دکتر آلن برنلی
- شان رابرتس در نقش تدی کِنت
- چیپ چوییپکا در نقش فرانسیس کارپنتر
- بازیگران مهمان :
- لیزا هول در نقش‌های ایو کینچ / دکتر آیریس کمبل برنلی (۷ قسمت)
- آدام فراست در نقش جک هازارد (۶ قسمت)
- مایکل موریارتی در نقش داگلاس اِستار (۴ قسمت)
- جنت رایت در نقش عمه تام (۴ قسمت)
- لیزا رپو-مارتل در نقش میدا فلین (۳ قسمت)
- فیلیس دیلر در نقش نانسی پریست (۳ قسمت)
- کن پوگ در نقش ابنر کینچ (۲ قسمت)
- مارتا هنری در نقش مگان مور (۲ قسمت)
- مارتا برنز در نقش ایو کینچ (۲ قسمت)
- مائوری چایکین در نقش جان مغرور (۱ قسمت)
- ویلیام گرینبلات در نقش دانکن مک‌هیو (۱ قسمت)
- باربارا فلدون در نقش مادام مارلنا (۱ قسمت)
- وین رابسن در نقش هنری کاروترز (۱ قسمت)
- بیتریس آرتور (صداپیشه) در نقش ندای درون (۱ قسمت)
- سوزان کلارک در نقش‌ آدا پیکت (۱ قسمت)
- نانسی پالک در نقش شارلوت پیتس (۱ قسمت)
- سایر بازیگران :
- مکنزی دونالدسون در نقش جنی استرانگ (۲۷ قسمت)
- امیلی کارا کوک در نقش رودا استوارت (۲۶ قسمت)
- مارلن اوبراین در نقش ولما استوارت (۱۶ قسمت)
- لیندا بازبی در نقش خانم استرانگ (۱۱ قسمت)
- بیل مک‌فدن در نقش ویلیام پلاور (۹ قسمت)
- نورماند بیسونت در نقش پدر دوشارم (۸ قسمت)
- جان فیلیپس در نقش فیلیپ استوارت (۸ قسمت)
- میسی آدامز در نقش میسی جنکینز (۸ قسمت)
- لیندا لوئیس در نقش خانم مک‌دونالد (۸ قسمت)
- شینا لارکین در نقش هریت بالز (۷ قسمت)
- ژاکلین دوناوان در نقش مارگو لاووا (۷ قسمت)
- آنا کامرون در نقش روت داتن (۶ قسمت)
- لنی پارکر در نقش مِی برانل (۵ قسمت)
- جوآن اورنستاین در نقش کارولین پریست (۴ قسمت)
- کاترین فیچ در نقش مود داتن (۴ قسمت)
- الیزابت لزلی در نقش ویولت الدریچ (۴ قسمت)
- کلر رانکین در نقش ژولیت اِستار (۳ قسمت)
- جرمی آکرمن در نقش والاس موری (۳ قسمت)
- رابرت بنسون در نقش چارلز دیکنز (۳ قسمت)
- پیتون تنچ در نقش رابی برنز (۳ قسمت)
- فیث وارد در نقش مری شیپلی موری (۲ قسمت)
- شان دی. ریچاردسون در نقش اُلیور موری (۲ قسمت)
- اریک یورِن در نقش دین جاربک پریست (۲ قسمت)
- بورلی پلرین در نقش بئاتریس برنلی (۲ قسمت)
- جنت مک‌میلان در نقش ملکهٔ برفی (۲ قسمت)
- گای هاسر در نقش جوزی کینچ (۲ قسمت)
- آرون اشمور در نقش هریسون بالز (۲ قسمت)
- پیتر بلایس در نقش آقای پراید (۲ قسمت)
- نانسی مارشال در نقش‌های اِلن گرین / آلیس، مادر پِری (۲ قسمت)
- سارا بریاند در نقش امیلی اِستار در کودکی (۱ قسمت)
- تام مک‌کاموس در نقش دکتر ند کمبل (۱ قسمت)
- پل مک‌لاود در نقش آقای موریسون (۱ قسمت)
- جوسلین بوردو در نقش نلی مک‌آیزاک (۱ قسمت)
- مِی ایمز در نقش خانم کلیفورد (۱ قسمت)
- دانیل ولستات در نقش لالی مالوی (۱ قسمت)
- ملیسا برک در نقش ژولیت موری در کودکی (۱ قسمت)
- هالیس مک‌لارن در نقش آلما مک‌هیو (۱ قسمت)
- ینسی در نقش پیرو (۱ قسمت)
- سالیوان لندری در نقش لئو میچل (۱ قسمت)
- کارول گادزمن در نقش میلدرد کِنت (۱ قسمت)
- گرگ مالون در نقش موریسون دیوانه (۱ قسمت)
- ری کوما در نقش جیکوب (۱ قسمت)
- نوریس دومینگ در نقش دکتر میچل (۱ قسمت)
- گری لورت در نقش رابرت اِس. مک‌کی (۱ قسمت)
- ولاستا ورانا در نقش وندال مک‌کی (۱ قسمت)
- برت آدامز در نقش اُلی کوچولو (۱ قسمت)
- ادوارد جوزف گالانت در نقش ناپدری پِری (۱ قسمت)
- کلر کولتر در نقش ملکه ویکتوریا (۱ قسمت)
- فرانک مور در نقش الکساندر باگز (۱ قسمت)
- کتی مک‌کارویل در نقش مینی (۱ قسمت)
- مگی بلیک در نقش مگی (۱ قسمت)
- استن کارو در نقش ماریوس دانیل لارسون (۱ قسمت)
- ال دوبوآ در نقش مورتیمر هازارد (۱ قسمت)
- جان آلن مک‌لین در نقش آقای گیبونز (۱ قسمت)
- مایک پترسون در نقش تلونیوس گراند (۱ قسمت)
- زکری چایسون در نقش زکری بالز (۱ قسمت)

## بن‌مایه
- همکاری‌کنندگان ویکی‌پدیا، «Emily of New Moon»، ویکی‌پدیای انگلیسی، دانشنامهٔ آزاد (بازیابی ۱۲ مرداد ۱۳۹۳).